# 河和町
河和町（こうわちょう）は、愛知県知多郡にかつてあった町。

## 歴史
- 1878年（明治11年）12月28日 - 郡区町村編制法により、河和村、浦戸村、古布村が合併し、三和村成立。
- 1884年（明治17年） - 三和村が河和村、浦戸村、古布村に分立する。
- 1889年（明治22年）10月1日 - 河和村と浦戸村が合併し、河和村が発足。
- 1903年（明治36年）5月6日 - 河和村が町制施行し河和町成立。
- 1906年（明治39年）7月1日 - 河和町、布土村、豊丘村の一部[2]と合併し、河和町となる。
- 1955年（昭和30年）4月1日 - 野間町と合併して美浜町が発足し、消滅[1]。

## 鉄道
- 名古屋鉄道河和線
  - 布土駅 - 河和口駅 - 時志駅 - 河和駅

## その他
- 1943年（昭和18年）、現在の美浜町に、追浜海軍航空隊知多分遣隊である「河和海軍航空隊」が組織された。これは、追浜の流れを汲む整備兵を養成する「第一河和空」と、水上機操縦員を練成する「第二河和空」という、全く異なる組織からなっていた。

## 関連文献
- 笹本力太郎『河和町史』1916年。NDLJP:948266。